# Hladkiwka (Skadowsk)
Hladkiwka (ukrainisch Гладківка; russisch Гладковка Gladowka) ist ein Dorf im Südwesten der ukrainischen Oblast Cherson mit etwa 2900 Einwohnern (2001).
Das in der ersten Hälfte des 19. Jahrhunderts gegründete Dorf war vom 14. September 1941 bis zum 3. November 1943 von deutschen Truppen besetzt und hieß bis 1946 Келегеї Keleheji. 1992 wurde der westliche Teil von Hladkiwka abgetrennt und erhielt als selbstständiges Dorf den Namen Tawrijske.
Hladkiwka liegt auf 25 m Höhe an der Regionalstraße P–57 zwischen dem ehemaligen Rajonzentrum Hola Prystan 20 km im Norden und Skadowsk 45 km im Südosten. Das Oblastzentrum Cherson befindet sich etwa 60 km nordöstlich der Ortschaft.
Am 12. Juni 2020 wurde das Dorf ein Teil der Stadtgemeinde Hola Prystan; bis dahin bildete es zusammen mit den Dörfern Ridna Ukrajina (Рідна Україна), Tawrijske und Welykyj Klyn (Великий Клин) die Landgemeinde Hladkiwka (Гладківська сільська громада/Hladkiwska silska hromada) bzw. bis 2016 zusammen mit dem Dorf Ridna Ukrajina die Landratsgemeinde Hladkiwka (Гладківська сільська рада/Hladkiwska silska rada) im Osten des Rajons Hola Prystan.
Seit dem 17. Juli 2020 ist sie ein Teil des Rajons Skadowsk.